# Mościska (Piecki)
Mościska (deutsch Nikolaihorst, 1938 bis 1945 Nickelshorst (Forst)) ist ein kleiner Ort in der polnischen Woiwodschaft Ermland-Masuren und gehört zur Landgemeinde Piecki (deutsch Peitschendorf) im Powiat Mrągowski (Kreis Sensburg).

## Geographische Lage
Die Osada leśna (deutsch Wald-/Forstsiedlung) Mościska liegt in der südlichen Mitte der Woiwodschaft Ermland-Masuren, 22 Kilometer südöstlich der Kreisstadt Mrągowo (Sensburg).

## Geschichte
Vor 1938 gab es im ostpreußischen Kreis Sensburg die Landgemeinde Galkowen-Nikolaihorst (heute polnisch: Gałkowo) sowie die Försterei Nikolaihorst (heute polnisch: Mościska). Zwischen 1938 und 1945 wurden die beiden Orte in „Nickelshorst“ – Dorf bzw. Försterei – umbenannt. Die Försterei war dabei ein Wohnplatz innerhalb der Gemeinde, er lag 1,5 Kilometer südwestlich des Dorfes, und 1905 waren dort 124 Einwohner gemeldet.
Aufgrund der Bestimmungen des Versailler Vertrags stimmte die Bevölkerung im Abstimmungsgebiet Allenstein, zu dem Nikolaihorst gehörte, am 11. Juli 1920 über die weitere staatliche Zugehörigkeit zu Ostpreußen (und damit zu Deutschland) oder den Anschluss an Polen ab. In Nikolaihorst stimmten 60 Einwohner für den Verbleib bei Ostpreußen, auf Polen entfielen keine Stimmen.
Im Jahre 1945 kam in Kriegsfolge das gesamte südliche Ostpreußen zu Polen, somit auch das Dorf und die Försterei Nickelshorst. Beide erhielten nun unterschiedliche polnische Namensformen: das Dorf wurde „Gałkowo“ und die Försterei „Mościska“ genannt. Gałkowo ist heute in die Stadt- und Landgemeinde Ruciane-Nida (deutsch Rudczanny/Niedersee-Nieden) im Powiat Piski (Kreis Johannisburg), und Mościska ist in die Landgemeinde Piecki (Peitschendorf) im Powiat  Mrągowski (Kreis Sensburg) eingegliedert.

## Kirche
Bis 1945 war die Försterei Nikolaihorst bzw. Nickelshorst in die evangelische Kirche Alt Ukta in der Kirchenprovinz Ostpreußen der Kirche der Altpreußischen Union sowie in die katholische St.-Adalbert-Kirche in Sensburg im damaligen Bistum Ermland eingepfarrt.
Heute gehört Mościska zur evangelischen Kirchengemeinde Ukta, einer Filialgemeinde der Pfarrei Mikołajki in der Diözese Masuren der Evangelisch-Augsburgischen Kirche in Polen, außerdem zur katholischen Pfarrei Ukta im jetzigen Erzbistum Ermland in der polnischen katholischen Kirche.

## Verkehr
Mościska ist von Gałkowo aus auf einem Landweg in Richtung Krutyński Piecek zu erreichen. Eine Bahnanbindung besteht nicht.